# Đường hầm Tình yêu (đường sắt Ukraina)
Đường hầm tình yêu (tiếng Ukraina: Туне́ль Коха́ння, Tunel Kokhannya) là một phần của tuyến đường sắt công nghiệp nằm gần Klevan, Ukraine, nối liền với Orzhiv trong huyện Rivne,. Đây là tuyến đường sắt được bao phủ hoàn toàn bởi cây cối dày đặc tạo nên một đường hầm có khung cảnh tuyệt đẹp. Tuyến đường này có chiều dài từ 3 km đến 5 km, được biết đến là một nơi yêu thích cho các đôi tình nhân, vợ chồng và du khách thường tìm đến đây để chụp ảnh, cũng vì thế mà có được mệnh danh là đường hầm tình yêu.
Tuyến đường này chia thành 2 nhánh, một nhánh dẫn đến Klevan, nhánh còn lại dẫn đến căn cứ quân sự có từ thời Chiến tranh Lạnh. Trong Chiến tranh lạnh, cây dọc theo tuyến đường được trồng để che giấu hoạt động vận tải quân sự. Sau khi xây dựng đường ray xe lửa, những bụi cây sau đó mọc tự nhiên bao quanh lấy con đường, trùm cả phía trên.

## Tuyến đường
Tuyến bắt đầu tại ga Klevan, trên tuyến Kovel-Rivne và đến khu vực phía bắc của Orzhiv. Toàn bộ tuyến dài khoảng 6,4 km, và khoảng 4,9 km được bao phủ bằng đường hầm cây xanh.

## Hình ảnh
- Một chuyến tàu đi qua đường hầm (1)
- Một chuyến tàu đi qua đường hầm (2)
- Quang cảnh đường hầm (1)
- Quang cảnh đường hầm (2)
- Quang cảnh đường hầm (3)

## Trong văn học
- Ristuccia, Marco; Roth, Christine (2018). In the Tunnel of Love: images of Ukraine today (Hardcover). Berlin: The Light Beam Publishing. tr. 124. ISBN 978-3-947714-06-3.
- Ristuccia, Marco; Roth, Christine (2018). In the Tunnel of Love: images of Ukraine today (Softcover). Berlin: The Light Beam Publishing. tr. 124. ISBN 978-3-947714-07-0.
- Ristuccia, Marco; Roth, Christine (2018). In the Tunnel of Love: images of Ukraine today (eBook). Berlin: The Light Beam Publishing. tr. 124. ISBN 978-3-947714-08-7.